# Wout Wilgenburg
Wout Wilgenburg (Hoevelaken, 3 januari 1944) is een Nederlandse beeldhouwer en schilder.
Debuteert in 1960 als schilder maar gaat al snel over tot beeldhouwen.
In 1962 krijgt hij voor het eerst de kans om zijn werken tentoon te stellen in de groep Artisalle. In hetzelfde jaar gaat Wout werken bij de bronsgieter Pieter Starreveld waar hij voor de eerste keer in contact komt met de verloren was techniek. 
In 1963 ontmoet Wilgenburg de bronsgieter Nic Joostens uit Soest en kan hij bij hem aan de slag als bronsgieter. Van 1964 tot 1967 onderneemt hij verschillende reizen naar Joegoslavië, Syrië, Israël en Egypte. Zijn signatuur verandert door zijn vele reizen en vreemde invloeden. In 1967 keert hij terug naar Amsterdam, de bakermat van de Provo-beweging en de Kabouters. Net als vele kunstenaars sluit hij zich bij deze bewegingen aan.
Een jaar later vertrekt Wilgenburg samen met zijn kersverse vrouw naar Kreta. In 1970 keert hij terug naar Nederland en herdenkt hij samen met Conny Bos, Frans van Bommel en vele anderen leden van de Beroepsvereniging van Beeldende Kunstenaars de bezetting van de Nachtwachtzaal in het Rijksmuseum Amsterdam op 11 juni 1969.
Vanaf de jaren ’60 wordt zijn werk geregeld tentoongesteld in binnen- en buitenland. De dichter Simon Vinkenoog opent zijn tentoonstellingen en zelfs het Guggenheim Museum in New York besluit in 1970 een expositie aan hem te wijden. Een decennium lang, tussen ’70 en ’80, is hij de best betaalde beeldhouwer van Amsterdam. 
Sinds 1989 is het vele reizen voorbij en blijft Wilgenburg in België. Eerst woont hij in Steenokkerzeel waar hij een eigen bronsgieterij had. In deze periode giet hij beelden voor kunstenaars als Lotti van der Gaag en Rik Poot. Maar dan slaat het noodlot toe; Wilgenburg krijgt een ongeluk met een slijpschijf, waarbij hij gewond raakt aan zijn rechterarm en hierdoor niet meer kan beeldhouwen. De lichamelijke en psychologische pijn die dit meebrengt, doen hem meer en meer naar zijn pijnstillers grijpen. Hij raakt verslaafd aan morfine. Uiteindelijk overwint hij deze verslaving, maar beeldhouwen blijft tot op heden moeilijk. 
Ondanks het feit dat Wilgenburg nog nooit van de stijl gehoord had en er zich volgens hem niet door heeft laten beïnvloeden, is de gelijkenis tussen Cobra en Wilgenburg’s werken groot. Zijn infantiele manier van het weergeven van figuren en gezichten, het gebruik van felle en onvermengde basiskleuren, het vitalisme, de spontane voorstelling en het weergeven van hevige emoties leunt sterk aan bij de manier waarop Cobra-kunstenaars als Karel Appel of Corneille schilderden. Net als zij verwerpt hij het academische en kiest voor het spontane.
In een latere fase lijkt Wilgenburg minder afhankelijk van Cobra. Op zijn reizen ontwikkelt hij een opvallende passie voor diepzeeduiken. De onderwaterwereld zal hem inspireren. Zijn beeldhouwwerken lijken steeds meer op oceanische, aquatische organismen en de verwijzing naar Atlantis is niet veraf.
Wilgenburg woont en werkt tussen zijn vele schilderijen en beelden in Schaarbeek bij Brussel.